# Гвоздевич Сергій Вікторович
Сергі́й Ві́кторович Гвозде́вич (нар. 28 січня 1985, Кривий Ріг, УРСР, СРСР) — український футболіст, півзахисник клубу «Гірник» (Кривий Ріг).

## Життєпис
Сергій Гвоздевич народився 28 січня 1985 року в місті Кривий Ріг Дніпропетровської області УРСР. Коли Сергію виповнилося 6 років, його батько, Віктор Дмитрович, привів його до ДЮСШ «Кривбас-84». Після завершення школи виступав у команді «Кривбас-2» (Кривий Ріг), у складі якої зіграв 20 матчів у чемпіонаті. У той час пробитися до основної команди криворожан було дуже складно, до того ж на перспективного футболіста звернув увагу тренер кропивницької «Зірки», отже Сергій відправився в оренду до Кіровограду, де виступав у 2004 році, за цей час зіграв 11 матчів та забив 1 м'яч. З ініціативи гравця, орендна угода не була продовжена, тож Сергій Гвоздевич повернувся до Кривого Рогу. Але пробитися до основної команди йому знову не вдалося, Сергій виступав за дублювальний склад основної команди, за який провів 4 поєдинки та забив 2 голи. Для отримання постійної ігрової практики, Сергій перейшов до МФК «Олександрії», у складі якої в чемпіонаті він зіграв 12 матчів та відзначився 5-ма голами, ще один матч у складі «муніципалів» Сергій зіграв у кубку України. У 2005 році Сергій Гвоздевич знову повернувся до «Кривбаса», але знову виступав лише за дубль основної команди, за який відіграв лише 1 матч. Пізніше він знову був відданий в оренду до фарм-клубу «Кривбаса», команди «Кривбас-2», за яку зіграв 16 матчів.
У 2006 році перейшов до іншої криворізької команди, «Гірника», за який виступав до 2016 року. За цей час у чемпіонатах України у футболці «Гірника» Сергій зіграв 229 матчів та забив 39 м'ячів. У кубках України у футболці «Гірника» Сергій зіграв 13 матчів, у яких відзначився 1 голом. Таким чином, у футболці «Гірника» Сергій Гвоздевич зіграв 242 поєдинки та відзначився 40 разів у воротах суперників. У сезоні 2013/14 допоміг команді посісти 4-те місце у Другій лізі чемпіонату України та вийти до Першої ліги. Через погіршення фінансування клубу команда відмовилася від участі в чемпіонаті України з футболу серед клубів Першої ліги, а всі футболісти, зокрема й Сергій Гвоздевич, отримали статус вільних агентів.
У 2016 році протягом нетривалого часу Сергій перебував у команді МФК «Миколаїв», але за цей час встиг зіграти лише 1 поєдинок в кубку України. На початку вересня 2016 року поповнив склад «Інгульця», але цей сезон розпочав у фарм-клубі «Інгульця», команді «Інгулець-2». 4 вересня 2016 року в матчі 7-го туру Другої ліги між «Інгульцем-2» та «Нікополем-НПГУ» на 77-ій хвилині поєдинку вийшов на заміну та допоміг своїй новій команді здобути перемогу з рахунком 3:0.